# Mehmet Türkkaya
Mehmet Türkkaya (ur. 10 marca 1964) – turecki zapaśnik w stylu wolnym. Olimpijczyk z Seulu 1988, gdzie odpadł w eliminacjach w kategorii 90 kg. 
Dwukrotny wicemistrz Europy z 1988 i 1989. Ósmy w mistrzostwach świata w 1989, siódmy w mistrzostwach Europy w 1984.